# Obrovo hradiště
Obrovo hradiště (též Na Peklích) je pravěké a raně středověké hradiště na stejnojmenném vrchu jihovýchodně od Žinkov v okrese Plzeň-jih. Jeho areál s dochovanými zbytky opevnění je chráněn jako kulturní památka ČR.

## Historie
Nalezené zlomky keramiky umožnily datovat osídlení lokality do pozdní doby bronzové a střední doby hradištní. Slované hradiště osídlili na konci osmého století. Poté přetrvalo až do desátého století, kdy však již bylo osídleno nejspíše jen příležitostně, a zcela zaniklo na přelomu desátého a jedenáctého století. Neví se, ve které fázi vzniklo opevnění, ale předpokládá se, že Slované využili starší stavby z doby bronzové.
Z nalezené keramiky se podařilo zrekonstruovat hrnec datovaný Rudolfem Turkem na přelom osmého a devátého století. Mezi zajímavé nálezy patří také kování zdobené měděným plechem určené k zavěšení meče a depot bronzových předmětů uložený mezi hradištěm a středověkým hradem Potštejnem.

## Stavební podoba
Hradiště o rozloze 2,8 hektaru chránily dva valy, které přepažovaly přístupovou severovýchodní stranu. Další, v podobě terasy dochovaný, val chránil obvod hradiště. V jeho západní části se nachází samostatně opevněná plocha s rozlohou 0,75 hektaru, která bývá označována jako akropole.